# Пипеа (Муреш)
Пипеа (рум. Pipea) насеље је у Румунији у округу Муреш у општини Надеш. Oпштина се налази на надморској висини од 426 m.

## Становништво
Према подацима из 2002. године у насељу је живело 99 становника.

### Попис2002.
| Расподела становништва по националности 2002.‍ | Расподела становништва по националности 2002.‍ | Расподела становништва по националности 2002.‍ | Расподела становништва по националности 2002.‍ | Расподела становништва по националности 2002.‍ |
| --------------------------------------------- | --------------------------------------------- | --------------------------------------------- | --------------------------------------------- | --------------------------------------------- |
|                                               |                                               |                                               |                                               |                                               |
| Румуни                                        | Румуни                                        |                                               | 5                                             | 5,2%                                          |
| Мађари                                        | Мађари                                        |                                               | 78                                            | 81,3%                                         |
| Роми                                          | Роми                                          |                                               | 13                                            | 13,5%                                         |